# Banca Agricola Popolare di Ragusa
Banca Agricola Popolare di Ragusa (Bapr) este o societate cooperativă Italiană cu răspundere limitată înființată în 1889, cu sediul social în Ragusa și sucursale care operează în zonele Ragusa, Siracuza, Catania, Messina, Enna, Palermo și Milano.

## Istorie
Banca a fost fondată la 10 martie 1889 sub numele de Banca Popolare Cooperativa di Ragusa (care a fost încorporat în actualul institut, fondat în 1902), când un grup de ragusani compus din Luigi Cartia, Giorgio Morana Gulino, Giovanni Lupis, Corrado Schifitto, Gaetano Nicita, Vincenzo Cannì, Filipponeri Criscione și Carmelo Scribano au semnat actul de fundație. Primii acționari au plătit în capital și la sfârșitul anului erau aproximativ 60 de subscrieri de acțiuni, pentru un total de 56.000 de lire. Compania s-a născut în urma activității economice, agricole și antreprenoriale intense, prezentă în provincia Ragusa. În special, începând cu anii nouăzeci, banca a urmărit o politică de extindere, obținând conducere în domeniul regional, promovând, în sinergie, economia locală.
Banca Agricola Popolare di Ragusa este o instituție de credit considerată întotdeauna solidă și eficientă pe scena bancară națională. Până în 2020, 85 de sucursale sunt prezente în regiunea siciliană.
În 2019, Banca Italiei a acordat Bapr i permisiunea de a cumpăra acțiuni proprii de până la 2% din capitalul primar.
Compania mamă Banca Agricola Popolare di Ragusa controlează, de asemenea, o companie imobiliară cu sediul în Ragusa și o companie de brokeraj cu sediul la Milano.

## Date economice
La sfârșitul anului 2016, banca avea active totale de 4.513.158.000 EUR. valoarea CET 1 (putere financiara) a Băncii Agricolei Popolare di Ragusa, în continuă creștere la 31 decembrie 2015, este egală cu 24,31% și este confirmată drept una dintre cele mai solide bănci nu numai în Italia, ci și în Europa. În 2017, depozitele băncii s-au ridicat la 5,5 miliarde EUR (-1,12%), cu un profit de peste 11 milioane. CET 1 este egal cu 24,70%.

## Interese de capital
- Arca Fondi SGR (0,320%) [9]

## Premii
- „Creatori de valoare” (Milano Finanza Global Awards 2018)[10]
- „Cea mai bună bancă pentru cerințe de capital” (Milano Finanza Global Awards 2019)[11]
- „Cea mai bună bancă din regiunea Siciliei” (Milano Finanza Global Awards 2019)[11]

## Notă
1. 1 2  „Banca agricola popolare di Ragusa, aperta oggi la prima filiale palermitana” (în italiană). 2 noiembrie 2020.
2. ↑  google.com, ed. (2020). „Banca Agricola Popolare di Ragusa” (în italiană).
3. ↑  bapr.it (ed.). „La nostra storia” (în italiană).
4. ↑  „LA BANCA AGRICOLA POPOLARE DI RAGUSA” (în italiană).
5. ↑  altroconsumo.it, ed. (20 aprilie 2018). „Novità tra le banche a 5 stelle” (în italiană).
6. ↑  Le azioni dell'Agricola, L'Economia del Corriere della Sera, 21 ianuarie 2019, p. 24 (în italiană).
7. ↑  hi-mtf.com, ed. (31 decembrie 2019). „SCHEDA INFORMATIVA” (PDF) (în Italian). Arhivat din original (PDF) la 13 august 2022. Accesat în 13 decembrie 2020.
8. ↑  „Bilancio consolidato 2017” (PDF) (în italiană). Arhivat din original (PDF) la 21 ianuarie 2019. Accesat în 21 ianuarie 2019.
9. ↑  advisoronline.it, ed. (15 februarie 2019). „Bper e Popolare di Sondrio salgono in Arca Holding” (în italiană).
10. ↑  ragusanews.com, ed. (14 iunie 2019). „BAPR premiata al Milano Finanza Global Awards 2018” (în italiană). Arhivat din original la 30 noiembrie 2020. Accesat în 22 noiembrie 2020.
11. 1 2  economysicilia.it, ed. (18 iunie 2018). „Bapr premiata al Milano Finanza Global Awards 2019” (în italiană).
12. ↑  biblioteche.regione.lombardia.it (ed.). „Biblioteca Civica U.Pozzoli - Lecco” (în italiană). Accesat în 8 decembrie 2020.[nefuncțională]